# Vald Péter
Vald Péter (Petrus Waldes vagy Valdo vagy Vaudès, eredeti nevén Pierre Valdès) (szül. kb. 1140 – † 1205–1218 között), francia kereskedő, majd prédikátor, az előreformátorok egyike.

## Életpályája
Lyonban élt mint gazdag kereskedő, akinek a pénz volt a legfontosabb. Egy ének, mely egy szentről szólt, azonban nagy hatással volt rá. Ezt követően felkeresett egy teológust, akitől megtudta, hogy az Istenhez vezető legbiztosabb út az, ha mindenét a szegényeknek adja. Vald hazatérése után vagyona nagyobb részét szegényeknek osztogatta szét, a kisebbik felét pedig családjának adta.
Élete célja ezután a megtérésről való prédikálás volt. Az „apostoli szegénység” elvét hirdette, neki és követőinek (a valdenseknek) Krisztus törvénye volt a mérvadó. Annak érdekében, hogy a szegények is megismerhessék a Bibliát, barátai segítségével lefordíttatta provánszi nyelvjárásra.
Társaival együtt szembekerült a korabeli római katolikus egyházzal, mivel annak tanítását és életét is kritizálták a Biblia alapján. Többek között bibliaellenesnek ítélték a tisztítótűz létezésének gondolatát, a halálbüntetést, az esküt, valamint a papság szerepét sem ismerték el.
1181-ben kezdődött el az üldözésük, majd 1184-ben nyilvánította őket eretnekké III. Luciusz pápa. Elmenekültek Lyonból, a kitaszítás után külön egyházzá szerveződtek (ún. valdensek). 
Vald Péter a 13. század elején halt meg Csehországban. 
Halálának időpontjaként egyes források 1205-öt, 1206-ot, mások 1217-et vagy 1218-at adnak meg.